# Shuma Kusumoto
Shuma Kusumoto (楠元 秀真 Kusumoto Shuma?, nacido el 12 de septiembre de 1992 en Chiba) es un futbolista japonés que se desempeña como defensa.

## Trayectoria

### Clubes
| Club            | País  | Año         |
| --------------- | ----- | ----------- |
| Yokohama FC     | Japón | 2015 - 2017 |
| Kataller Toyama | Japón | 2018 -      |

## Estadística de carrera

### J. League
| Club        | Año   | J. League | J. League | Copa J. League | Copa J. League | Total | Total |
| Club        | Año   | Part.     | Goles     | Part.          | Goles          | Part. | Goles |
| ----------- | ----- | --------- | --------- | -------------- | -------------- | ----- | ----- |
| Yokohama FC | 2015  | 7         | 1         | -              | -              | 7     | 1     |
| Yokohama FC | 2016  | 5         | 0         | -              | -              | 5     | 0     |
| Yokohama FC | 2017  | 3         | 0         | -              | -              | 3     | 0     |
| Total       | Total | 15        | 1         | 0              | 0              | 15    | 1     |